# Бергмарк, Урвар
Урвар Бергмарк (швед. Orvar Bergmark; 16 ноября 1930, Bureå parish, Вестерботтен — 10 мая 2004, Эребру) — шведский футболист, защитник, серебряный призёр чемпионата мира 1958 года, игрок в хоккей с мячом. Главный тренер сборной Швеции по футболу с 1966 по 1970 год.

## Клубная карьера
Воспитанник юношеских команд футбольного клуба «Бюске».
Переехав в 1947 году с семьёй в Эребру, продолжил заниматься хоккеем с мячом и футболом в спортивном клубе «Эребру». В 1948 году выступал за юношескую команду футбольного клуба «Эребру».
В начале своей игровой карьеры выступал на позиции нападающего.
Во взрослом футболе дебютировал во второй половине сезона 1948/49 выступлениями за «Эребру», когда был призван из фарм-клуба в главную команду, которая вела борьбу за сохранение места в Дивизионе 1, но по итогам чемпионата команда покинула высший дивизион. В сезоне 1949/50 победил во втором по силе дивизионе шведских футбольных лиг — Дивизионе 2, вернувшись с командой в Дивизион 1. В следующем сезоне игра Бергмарка на позиции защитника за «Эребру» привлекла одного из тренеров сборной Швеции Рудольфа Кокка. Кокк называл игру Бергмарка «современной», видя умение игрока точно выбирать позицию и широту его действий на поле.
По итогам сезона 1952/53 «Эребру» покинул высший дивизион. Проведя сезон 1953/54 и первую половину сезона 1954/55 в Дивизионе 2, принял решение о переходе в команду, представляющую Дивизион 1. Сторонники перехода мотивировали это тем, что вызов игрока в национальную сборную более вероятен из команды, выступающей на более высоком уровне. В 1955 году (сезоны 1954/55, 1955/56) защищал цвета футбольного клуба АИК, заняв с командой третье место в чемпионате Швеции сезона 1954/55.
Разорвав контракт с АИК, вернулся в «Эребру», выступая за клуб с 1956 по 1962 год, до 1960 года выступал за клуб в Дивизионе 2. В сезоне 1960 года, заняв с командой второе место в финальном турнире команд Дивизиона 2, вернулся с клубом в высший дивизион, в следующем сезоне завершив чемпионат Швеции на четвёртом месте.
В сезоне 1962/63 выступал за итальянскую «Рому». В составе римской команды, в частности, из-за существующего лимита на иностранцев, только лишь дважды вышел на поле в матчах чемпионата Италии и в одной игре Кубка Италии, которые он провёл в начале сезона 1962/63. Также в этот период играл в хоккей с мячом за «Эребру».
Завершил игровую карьеру в «Эребру» в 1965 году, в который вернулся в сентябре 1963 года. Всего за «Эребру» провёл 290 игр, из них 147 — в высшем дивизионе.

## Выступление за сборную
Дебютировал за сборную Швеции 17 июня 1951 года в товарищеском матче со сборной Испании (0:0).
Выступая за «Эребру» во втором дивизионе, был включён в сборную на чемпионат мира 1958 года, где команда дошла до финала, но уступила сборной Бразилии (2:5). За сборную Швеции сыграл 94 матча, в том числе и в финальном матче чемпионата мира 1958 года. Капитан сборной Швеции с 1959 по 1962 год, с 1964 по 1965 год.

## Выступление за сборную по хоккею с мячом
В 1952 году принял участие в зимних Олимпийских играх и стал победителем показательного турнира по хоккею с мячом в составе сборной Швеции.
Принимал участие в двух первых чемпионатах мира 1957 и 1961 годов.

## Карьера тренера
Начал тренерскую карьеру в 1959 году, ещё продолжая играть на поле, возглавив тренерский штаб «Эребру», в котором в течение трёх лет был играющим тренером.
Вскоре после завершения карьеры игрока получил предложение возглавить тренерский штаб национальной сборной Швеции. Работал с национальной командой с 1966 по 1970 год. Был во главе сборной во время отборочного этапа и финальной части чемпионата мира 1970 года в Мексике. Начало было неудачным — минимальное поражение от сборной Италии. Во втором матче сыграли вничью с дебютантами чемпионата мира — сборной Израиля. Последним, решающим для шведов, был матч со сборной Уругвая, в котором им удалось одержать очень важную победу. Но из-за разницы забитых и пропущенных мячей шведы заняли только третье место (проиграли Уругваю в разнице одного пропущенного гола) и не вышли в плей-офф. В конце 1970 года покинул пост главного тренера, после проведённых сборной Швеции трёх матчей в чемпионате Северной Европы и двух матчей в отборочном турнире чемпионата Европы 1972.
В дальнейшем вновь работал в клубе «Эребру», который возглавлял в качестве главного тренера в 1971—1973 годах, а также в 1978 году, в 1974—1977 годах работал в клубе «Фьюгеста».

## Дальнейшая деятельность
В 1975—1987 годах работал в правлении Шведской ассоциации хоккея с мячом, а также футбольным экспертом и комментатором на «Шведском радио».

## Личная жизнь
Из семьи пекарей.
Осенью 1947 года через год после смерти отца семья Бергмарка переехала из Бюске (лен Вестерботтен) в Эребру. В Эребру познакомился со своей будущей супругой Уллой и женился на ней в 1955 году. В браке родились две дочери: Ева и Мария.
Внуки — профессиональные футболисты, выступающие за клубы Аллсвенскан: Адам Бергмарк Виберг (род. в 1997 г.) и Никлас Бергмарк (род. в 2002 г.).

## Болезнь и смерть
В конце 1970-х годов был поставлен диагноз, свидетельствующий о болезни Паркинсона на начальной стадии. По словам Бергмарка, симптомы болезни появились у него ещё во время его работы в «Эребру» в 1971—1973 годах.
Скончался Урвар Бергмарк 10 мая 2004 года на 74-м году жизни в городе Эребру.

## Достижения

### Клубные
- хоккей с мячом
  - Чемпион Швеции: 1957, 1958, 1965
  - Вице-чемпион Швеции: 1951, 1954, 1956

### Сборная
- футбол
  - Вице-чемпион мира: 1958

- хоккей с мячом
  - Вице-чемпион мира: 1961
  - Бронзовый призёр чемпионата мира: 1957
  - Победитель показательного турнира на зимних Олимпийских играх: 1952
  - Победитель Московского международного турнира: 1954[11]

### Индивидуальные
- футбол
  - Футболист года в Швеции: 1958
  - Символическая сборная чемпионата мира (по версии журналистов): 1958[15]
  - Символическая сборная по версии журнала World Soccer: 1960, 1961
  - Номинант на «Золотой мяч»: 1958 (19-е место)
  - Избран в Зал славы шведского футбола: 2003[16][17]

- хоккей с мячом
  - Символическая сборная чемпионата мира: 1957[18]
  - Избран в Зал славы шведского хоккея с мячом: 2020[19]